# کمینه اختلاف دمای تجزیه‌پذیر
کمینه اختلاف دمای تجزیه‌پذیر (به انگلیسی: Minimum resolvable temperature difference) (اختصاری ام‌آرتی‌دی) معیاری برای ارزیابی عملکرد دوربین‌های فروسرخ است و با تابع انتقال مدولاسیون نسبت معکوس دارد.
به‌طور معمول، از یک کاربر خواسته می‌شود تا کمینه اختلاف دمایی را که در آن یک هدف ۴-میله‌ای تجزیه‌پذیر است، ارزیابی کند. این اختلاف کمینه با بسامد فضایی هدف میله‌ای استفاده شده تغییر خواهد کرد. منحنی ام‌آرتی‌دی در برابر فرکانس فضایی به دست می‌آید که عملکرد سامانه تصویربرداری را مشخص می‌کند.
سامانه‌های تصویربرداری فروسرخ نوین می‌توانند ام‌آرتی‌دی‌های فرکانس فضایی پایین ده‌ها میلی‌کلوین داشته باشند.

## آزمون دستی
یک آزمون ذهنی دستی برای تعیین ام‌آرتی‌دی اجرا می‌شود. یک کاربر از یک سری اهداف ۴-میله‌ای با فرکانس‌های فضایی مختلف استفاده می‌کند. برای هر هدف او جسم سیاه (منبع تابش فروسرخ)، دما را بالا و پایین می‌کند تا اینکه الگوی «دقیقا تجزیه‌پذیر» باشد. اختلاف دمای مثبت و منفی در یک آرایه دوبُعدی ذخیره می‌شود. فرکانس‌های مکانی متناظر مورد استفاده در هر آزمون نیز در یک آرایه ذخیره می‌شوند. منحنی ام‌آرتی‌دی نموداری از این آرایه‌ها است (اختلاف دمای تجزیه‌پذیر درمقابل فرکانس مکانی هدف). از داده‌های آزمایشی ام‌آرتی‌دی، بهترین بَرازش چندجمله‌ای کلی محاسبه می‌شود و نتیجه منحنی ام‌آرتی‌دی است که بینش مستقیمی از کیفیت تصویر می‌دهد؛ یعنی توانایی دوربین فروسرخ برای تفکیک جزئیات، در این مورد دما.

### محاسبات
{\displaystyle F(x)={\frac {\Delta \,t(i)}{f_{s}(i)}}} ، منحنی ام‌آرتی‌دی
{\displaystyle \Delta \,t(i)} = آرایه ای از اختلاف‌های دمای تجزیه‌پذیر
{\displaystyle f_{s}(i)\,\!} = آرایه ای از فرکانس‌های فضایی

## کمینه اختلاف دمای آشکارپذیر
کمینه تفاوت دمای آشکارپذیر (ام‌دی‌تی‌دی) که به آن کمینه دمای آشکارپذیر (ام‌دی‌تی) نیز گفته می‌شود، پدیده مشابه ام‌آرتی‌دی نیست و فقط به‌طور ظریف متفاوت است. مانند ام‌آرتی‌دی، معیاری برای سنجش عملکرد دوربین‌های فروسرخ است. با این حال، ام‌دی‌تی‌دی معیاری برای مشاهده‌پذیری است، نه تفکیک‌پذیری.

### آزمون دستی
آزمون ذهنی دستی برای ام‌دی‌تی‌دی مشابه آزمون ام‌آرتی‌دی است. یک کاربر آموزش‌دیده مجموعه‌ای از اهداف سوراخ‌سوزنی را در فرکانس‌های فضایی مختلف مشاهده می‌کند. برای هر سری از اهداف سوراخ‌سوزنی، کاربر جسم سیاه (منبع تابش آی‌آر) را بالا و پایین می‌کند تا زمانی که اهداف «دقیقا مشاهده‌پذیر» باشند. داده‌هایی که در آن اهداف سوراخ‌سوزنی «دقیقا مشاهده‌پذیر» هستند در یک آرایه ذخیره می‌شوند و در برابر فرکانس مکانی رسم می‌شوند و یک منحنی به داده‌ها بَرازش می‌شود؛ بنابراین منحنی ام‌دی‌تی‌دی به عنوان {\displaystyle \Delta \,}  دما درمقابل فرکانس مکانی تعریف می‌شود
در اینجا فرکانس مکانی مربوطه f  = 1/W است که در آن W ز کمان‌روبرو هدف است.